# Somerville (Nouveau-Brunswick)
Pour les articles homonymes, voir Somerville.
Somerville est un village du comté de Carleton situé dans l'Ouest de la province canadienne du Nouveau-Brunswick. Il a le statut de district de services locaux (DSL). Dans le cadre de la réforme de la gouvernance locale du 1er janvier 2023, le DSL a été annexé à la ville de Hartland.

## Toponymie
Le village est possiblement nommé ainsi en référence à Sommerville, la résidence de Charles Fisher à Fredericton, construite par James Somerville, enseignant et président du King's College en 1820.

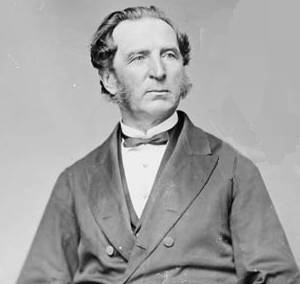
Charles Fisher

## Géographie
Somerville est situé sur la rive droite du fleuve Saint-Jean, en face de la ville d'Hartland, avec laquelle elle est reliée par le pont couvert de Hartland et le pont Hugh John Fleming.
Somerville est enclavé dans la paroisse de Wakefield. La paroisse de Simonds se trouve à près de 300 mètres au nord. Au-delà du fleuve, à l'est, se trouve le village de Hartland.

## Chronologie municipale
- 1803: Érection de la paroisse de Wakefield dans le comté d'York.
- 1833: Création du comté de Carleton à partir d'une portion du comté d'York, dont la paroisse de Wakefield. Création de la paroisse de Brighton à partir d'une portion de la paroisse de Wakefield.
- 1842: Création de la paroisse de Simonds à partir d'une portion de la paroisse de Wakefield.
- 1966: La municipalité du comté de Carleton est dissoute. La paroisse de Wakefield devient alors un district de services locaux. Constitution du DSL de Somerville dans la paroisse de Wakefield[3],[4].

## Démographie
D'après le recensement de Statistique Canada, il y avait 307 habitants en 2006, comparativement à 368 en 2001, soit une baisse de 16,6 %. Il y a 138 logements privés, dont 124 occupés par des résidents habituels. Le village a une superficie de 1,69 km2 et une densité de population de 181,3 habitants au kilomètre carré.
| 2001 | 2006 | 2011 | 2016 | 2021 |
| ---- | ---- | ---- | ---- | ---- |
| 368  | 307  | 315  | 286  | 299  |

## Administration

### Commission de services régionaux
La paroisse de Somerville fait partie de la Région 12, une commission de services régionaux (CSR) devant commencer officiellement ses activités le 1er janvier 2013. Contrairement aux municipalités, les DSL sont représentés au conseil par un nombre de représentants proportionnel à leur population et leur assiette fiscale. Ces représentants sont élus par les présidents des DSL mais sont nommés par le gouvernement s'il n'y a pas assez de présidents en fonction. Les services obligatoirement offerts par les CSR sont l'aménagement régional, l'aménagement local dans le cas des DSL, la gestion des déchets solides, la planification des mesures d'urgence ainsi que la collaboration en matière de services de police, la planification et le partage des coûts des infrastructures régionales de sport, de loisirs et de culture; d'autres services pourraient s'ajouter à cette liste.

### Représentation et tendances politiques
Nouveau-Brunswick: Somerville fait partie de la circonscription provinciale de Carleton, qui est représentée à l'Assemblée législative du Nouveau-Brunswick par Dale Graham, du Parti progressiste-conservateur. Il fut élu en 1993 puis réélu depuis ce temps.
 Canada: Somerville fait partie de la circonscription électorale fédérale de Tobique—Mactaquac, qui est représentée à la Chambre des communes du Canada par Michael Allen, du Parti conservateur. Il fut élu lors de la 39e élection générale, en 2006, et réélu en 2008.

## Économie
Entreprise Carleton, membre du Réseau Entreprise, a la responsabilité du développement économique.

## Vivre à Somerville
Le DSL est inclus dans le territoire du sous-district 8 du district scolaire Francophone Nord-Ouest. Les écoles francophones les plus proches sont à Grand-Sault. Cette ville compte aussi un campus du CCNB-Edmundston alors qu'il y a une université à Edmundston même.
Le détachement de la Gendarmerie royale du Canada et le bureau de poste les plus proches sont à Hartland.
Les anglophones bénéficient des quotidiens Telegraph-Journal, publié à Saint-Jean, et The Daily Gleaner, publié à Fredericton. Ils ont aussi accès au bi-hebdomadaire Bugle-Observer, publié à Woodstock. Les francophones ont accès par abonnement au quotidien L'Acadie nouvelle, publié à Caraquet, ainsi qu'à l'hebdomadaire L'Étoile, de Dieppe.